# 万方极
万方极（?—?），河南省陳州府扶溝縣人，清朝政治人物。同進士出身。
乾隆元年，登進士。乾隆十年（1746年），接替李灼任青浦县知县一职，兩年后離任，由乔式祖接任。